# Protoptila cristata
Protoptila cristata is een schietmot uit de familie Glossosomatidae. De soort komt voor in het Neotropisch gebied.